# Xanthorrhoea johnsonii
Xanthorrhoea johnsonii là một loài thực vật có hoa trong họ Thích diệp thụ. Loài này được A.T.Lee miêu tả khoa học đầu tiên năm 1966.